# Eucyclops madagascariensis
Eucyclops madagascariensis – gatunek widłonoga z rodziny Cyclopidae. Jako pierwszy opisał go w 1926 roku niemiecki zoolog Friedrich Kiefer, nadając mu nazwę Cyclops madagascariensis.